# Єва Ліпська
Єва Ліпська (пол. Ewa Lipska, *8 жовтня 1945, Краків) — польська поетеса.

## Біографія і творчість
Почала писати й друкуватися ще в школі. Навчалася в Краківській академії мистецтв. Перша книжка Ліпської вийшла в 1967 році. Працювала в журналі, пізніше редактором книжкового видавництва. Довгий час жила й працювала у Відні, в посольстві Польщі в Австрії, згодом Директором Польського культурного центру. Ліпська видала більше 20 поетичних книг. Пише також прозу, п'єси. Лауреат багатьох міжнародних та польських премій та нагород.

## Твори
- Wiersze, 1967
- Drugi zbiór wierszy, 1970
- Trzeci zbiór wierszy, 1972
- Czwarty zbiór wierszy, 1974
- Piąty zbiór wierszy, 1978
- Żywa śmierć, 1979
- Nie o śmierć tutaj chodzi, lecz o biały kordonek, 1982
- Przechowalnia ciemności, 1985
- Strefa ograniczonego postoju, 1990
- Wakacje mizantropa, 1993
- Stypendyści czasu, 1994
- Ludzie dla początkujących, 1996
- 1999, 2001
- Sklepy zoologiczne, 2002 (Літературний лавр Сілезії [Śląski Wawrzyn Literacki], 2002)
- Uwaga, stopień, 2002
- Sekwens, 2003
- Ja, 2003
- Wiersze do piosenek. Serca na rowerach, 2004
- Gdzie indziej, 2005
- Drzazga, 2006
- Pomarańcza Newtona, 2007
- Takie Czasy

## Українські переклади
Твори Єви Ліпської українською мовою перекладали Анатолій Глущак і Станіслав Шевченко.